# Kwon Oh-hyun
Pour les articles homonymes, voir Kwon (homonymie).
Kwon Oh-hyun, né le 15 octobre 1952, est le PDG de Samsung Electronics. 

## Biographie
Oh-Hyun Kwon obtient en 1975, son baccalauréat en génie électrique à Université nationale de Séoul. En 1977, il obtient une maitrise à l'Institut supérieur coréen des sciences et technologies (KAIST). Il obtient son doctorat en génie électrique en 1985 à l'Université Stanford.

## Carrière
Oh-Hyun Kwon rejoint Samsung Electronics en 1985. Il travaille en particulier dans la branche semi conducteurs du géant coréen et dirige le développement de la première mémoire DRAM de 64 Mo en 1992. En 1995,  il est promu Vice-Président de l’unité Memory Device Technology de Samsung. Oh-Hyun Kwon est nommé Président de l’activité semi-conducteurs du groupe en mai 2008. Oh-Hyun Kwon est depuis le 8 juin 2012, le successeur de Choi Gee-sung comme PDG de la société sud-coréenne Samsung Electronics.